# Gävle symfoniorkester
Gävle Symfoniorkester är en symfoniorkester hemmahörande i Gävle i Sverige.
Orkestern grundades 1912, och gav sin första konsert den 16 januari det året. Man hade från starten Gävle Teater och Sjömanskyrkan som hemvist i brist på särskilt konserthus. Från 1998 huserar man i det då nybyggda Gävle konserthus.
Orkestern har (2010) 52 fast anställda musiker och lyder sedan 1997 under Gävle kommun. 
Orkestern har tidigare verkat under namnen Gävleborgs läns orkesterförening, Länsorkestern och Gävleborgs symfoniorkester.

## Chefsdirigenter
- Ruben Liljefors 1912-31
- Ludvig Mowinckel 1931-34
- Sten Frykberg 1934-39
- Sixten Eckerberg 1936 (vik.)
- Eric Bengtson 1939-48
- Stig Westerberg 1949-53
- Siegfried Naumann 1953-54
- Gunnar Staern 1954-63
- Carl Rune Larsson 1963-67
- Rainer Miedel 1968-75
- (Ingen chefsdirigent 1975-81)
- Göran W Nilson 1981-84
- Doron Salomon 1984-90
- Hannu Koivula 1991-96
- Carlos Spierer 1997-2000
- Petri Sakari 2000-2006
- Robin Ticciati 2006-2009 (vakant 2010-2012)
- Jaime Martín 2013-2023
- Christian Reif 2023-

### Fotnoter
1. ↑  Bodil Juggas (14 december 2011). ”Passionerad 100-åring med minnesluckor” (på svenska). Arbetarbladet. https://www.arbetarbladet.se/artikel/passionerad-100-aring-med-minnesluckor. Läst 16 december 2019.